# Westarkade
Westarkade – biurowiec we Frankfurcie nad Menem, w którym znajduje się siedziba niemieckiego banku KfW.
Budynek zaliczany jest do najbardziej ekologicznych biurowców świata. Koszt jego budowy wyniósł 85 mln €. W otwarciu budynku uczestniczył premier Hesji Roland Koch.
Decyzja o budowie ekologicznej siedziby ściśle powiązana była z polityką banku w tym zakresie. KfW wspiera akcje użytkowania w budynkach energii pochodzącej z alternatywnych źródeł oraz zmniejszania emisji CO2. Jest on również autorem dwóch standardów dotyczących zużycia energii: KfW-40 oraz KfW-60. O wyborze architekta zadecydował fakt doświadczenia biura Sauerbruch Hutton w obszarze budownictwa ekologicznego – pracownia jest autorem m.in. siedziby firmy GSW Immobilien w Berlinie, uznawanej za jeden z pierwszych budynków ekologicznych powstałych na świecie.
Budynek zużywa średnio dwa razy mniej energii niż inne europejskie biurowce, oraz trzy razy mniej niż amerykańskie. Fasada budynku składa się z dwóch warstw. Zewnętrzna wyposażona jest w automatycznie sterowane wloty powietrza, które ograniczają nacisk wiatru na fasadę wewnętrzną (prędkość wiatru pomiędzy warstwami fasady nie przekracza 6 m/s), pozwalając na otwieranie okien na wszystkich piętrach w budynku. Konstrukcja taka umożliwia wykorzystanie siły wiatru do wentylacji pomieszczeń przez osiem miesięcy rocznie. Powietrze do kanałów wentylacyjnych wtłaczane jest z parku Palmengarten. Ciepło wydzielane w serwerowni zaspokaja połowę zapotrzebowania budynku na energie cieplną. Bryła budynku zaprojektowana została tak, aby umożliwić korzystanie ze światła słonecznego przez jak najdłuższy czas.

## Nagrody
- Najlepszy wysokościowiec Europy 2011 (Best Tall Building Europe) – CTBUH[4];
- Najlepszy wysokościowiec świata 2011 (Best Tall Building Worldwide) – CTBUH[5];
- Nominacja do Nagrody im. Miesa van der Rohe 2011[6].